# 現示
計量学における現示（げんじ、realisation）とは、定義された測定単位の量の大きさを技術的に実現することである。
計量関連ガイドに関する合同委員会による「国際計量計測用語」（VIM）では、現示という用語が指す行為として以下の3つが挙げられている。
1. その定義に基づいて測定単位を物理的に実現する行為であり、厳密な意味（sensu stricto）での現示である。
2. 物理現象を用いて再現性の高い計量標準（英語版）を構成する行為であり、これは再現（reproduction）と呼ばれている。
例えばメートルは光速度に基づいて定義されているが、周波数安定化レーザーなどによって確立（establish）される。
3. 特定の人工物を測定標準として採用（adopting）する。
例えば日本において質量の特定標準器として標準分銅群が指定されている。

国際度量衡局では、国際単位系(SI)の基本単位を現示するための方法を維持している。

## 現示の方法

### 時間
歴史的に、時間の現示法には3つの段階がある。第1段階と第2段階は太陽時の観測によるものである。第1段階では、日時計やアストロラーベなどの道具を用いて地球の自転を観測していた。第2段階では、砂時計や機械式時計などの、時間を計るための機械が使われるようになった。第3段階では、原子時計などの精度の高い時計が使われるようになり、それまで基準としていた地球の自転が変動するものであることが判明したことから、そのような計時装置により置き換えられることになった。

### 長さ
長さは、人間が最も早く測定した量の一つである。当初は体の部分の長さや特定の種の種子の大きさによって現示されたが、後に、特定の人工物の長さによって現示されるようになり、その人工物はコミュニティのリーダーが所持していた。
- 自然単位 - バーリーコーン（大麦の種子の長さに由来）、フィート（歩幅に由来）
- 法定単位 - 特定の人工物の長さにより規定される単位
- 光速度

現代では、光周波数標準によってメートルが現示されている。

### 体積
当初は特定の容器の大きさによって現示されていたが、現在は長さの単位に基づいて定義されている。

### 質量
- 一定量の穀物の重さ
- 国際キログラム原器などの人工物
- ワット天秤

### 電荷
- 硝酸銀(I)の堆積
- 導体間に働く力
- 電子の電荷

### 温度
- 水の融点と沸点
- 各種の温度目盛
- ボルツマン定数